# Lara Almarcegui
Lara Almarcegui (Zaragoza, 1972) es una artista española residente en Róterdam, Holanda, que realiza intervenciones e instalaciones artísticas y es conocida por sus series de demoliciones, autoconstrucciones y descampados.	
“Los objetos apenas me interesan, lo que me obsesiona son los lugares y mi relación activa con ellos; me parece aterrador el modo en que nos han enseñado el arte: producir objetos en el taller que viajan en camión a la sala de exposiciones, donde se exhiben.”

## Biografía

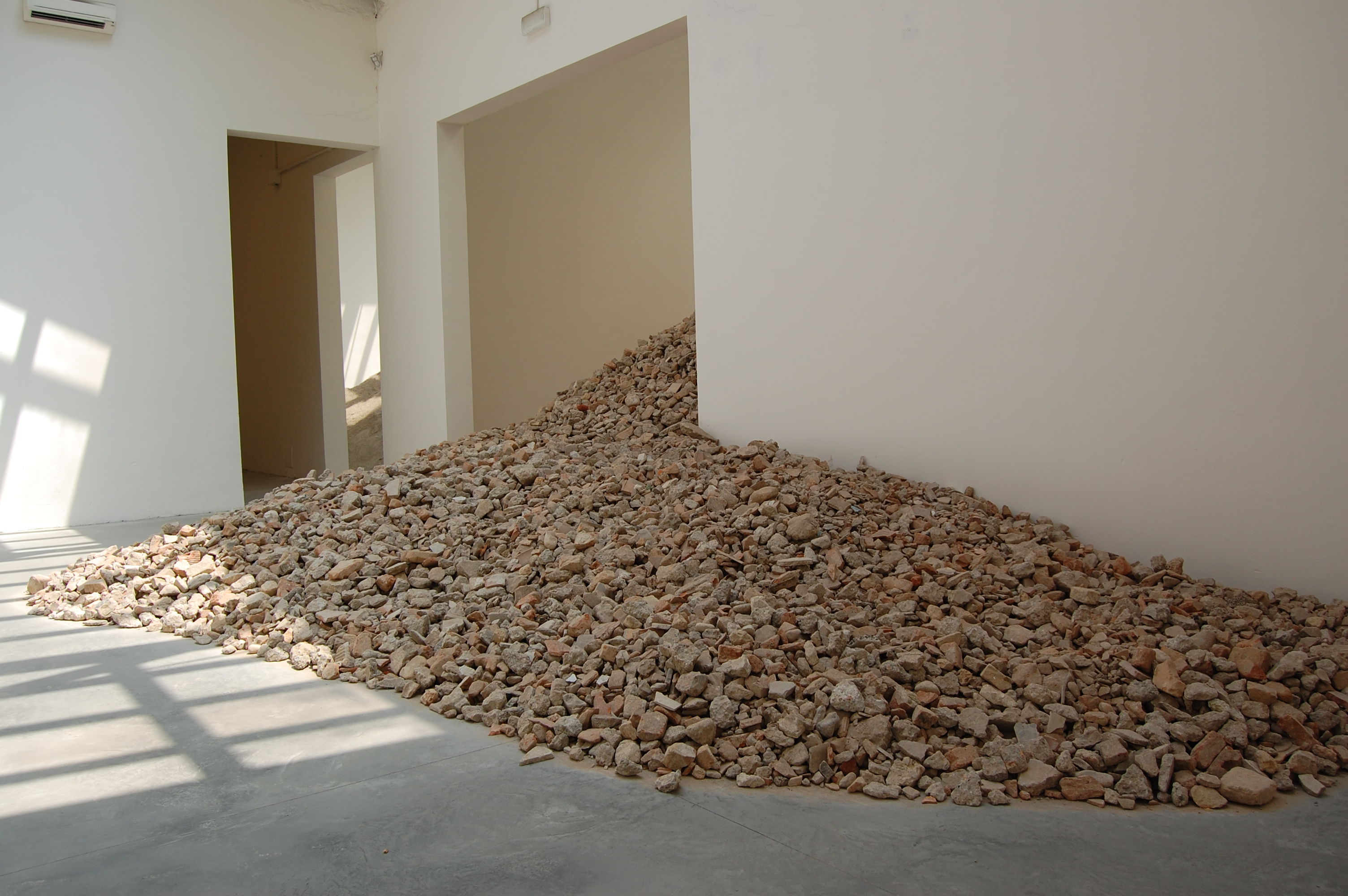
Bienal de Venecia, 2013

Lara Almarcegui en 1991 comienza la licenciatura de Bellas Artes en la Facultad de Cuenca ampliándola con su estancia en 1993 en la ESBAL, Facultad de Bellas Artes de Lisboa. 
Entre 1993 y 1994 será invitada por Werner Büttner a la Facultad de Arte de Hamburgo, HFBK y en 1994 realizará el taller que impartió Jeff Wall en el Museo Internacional de Electrografía de Cuenca, para licenciarse en Bellas Artes en 1995. El siguiente año se formará en la École des Beaux Arts de Nantes mismo año en que comenzará el posgrado en arte en De Ateliers 63 de Ámsterdam que finalizará en 1998.
En 2013 representó España en la Bienal de Venecia, llenando el Pabellón Español con varias montañas de diferentes materiales de construcción; "los mismos y de igual cantidad que los empleados para erigir el propio edificio en el siglo pasado", para que el visitante se enfrentara a la "deconstrucción" del edificio.
En la actualidad vive y trabaja en Róterdam, Holanda.

## Obras[9]
- Restaurando el Mercado de Gros unos días antes de su demolición, Mercado de Gros, San Sebastián, 1995
- Hotel de Fuentes de Ebro, Estación de tren de Fuentes de Ebro, Zaragoza, 1997
- Cavar, Ámsterdam, 1998
- Retirando el cemento de la fachada, Bruselas, 1999
- Demoliciones: Apertura de jardín interior, Róterdam, 1999
- Mapa de descampados de Ámsterdam, una guía de los lugares vacíos de la ciudad, Ámsterdam, 1999
- Construyendo mi huerta urbana(volkstuin), Róterdam, 1999-2002
- Depósito de agua: materiales de construcción, Falsburgo, 2000
- Container Project, NICC, Bruselas, Bélgica. 2000
- Tres semanas restaurando una cabaña de jardín, Falsburgo, 2000
- Un descampado se abre al público, Ámsterdam, Bruselas, Alcorcón, 2000-2002
- Sala de exposiciones: materiales de construcción. Bruselas, 2001
- Chercher des débris, FRAC Lorraine, Metz, Francia. 2001
- Un paseo por los descampados de Liverpool. Liverpool, 2002
- La Autoconstrucción en Saint-Nazaire, Saint-Nazaire, 2002
- Huertas de Turín: dos semanas pintando las casetas de las huertas. Turín 2002
- Demolición enfrente de la Sala de Exposiciones , Le Grand Café, Saint-Nazaire, 2002
- Buscando escombros, FRAC Lorraine, Metz 2002
- Arreglar y ocupar un barco abandonado, Estocolmo, 2003
- Cavando sobre una montaña de escombros. Montaña hecha de escombros de Klara, Estocolmo 2003
- Un café al aire libre para los hortelanos. Asociación de huertas Van Houten, Weesp (Ámsterdam) 2003
- Materiales de construcción de la sala de exposiciones, Frac Bourgogne, Dijon, 2003
- Un descampado: en el Puerto de Róterdam, 2003-2018; en Genk, 2004-2014; en los Mataderos de Arganzuela, 2005-2006; en la Papelera Peterson Moss, 2006-2007
- Levantar el asfalto, Recinto ferial, Ámsterdam, 2004 (con el Stedelijk Museum Bureau)
- Levantar el suelo de la habitación D4, Rijksmuseum, Ámsterdam, Holanda. 2005
- La montaña de escombros, Sint Truiden, 2005
- Guía de los lugares sin definir de Lund: Descampados, solares vacíos y edificios y jardines abandonados. Konsthalle de Lund, 2005
- Materiales de construcción Ciudad de São Paulo, 27 Bienal de Sao Paulo, Sao Paulo, Brasil, 2006
446 818 460 toneladas de hormigón, 291 076 763 toneladas de argamasa, 208 277 018 de ladrillo, 146 341 396 de piedra, 36 228 180 de madera, 34 346 592 de grava, 32 387 457 de acero, 28 622 160 de asfalto, 120 250 de tela, 115 475 de vidrio, 90 080 de cobre y 74 110 de plástico. Total 1 224 497 942 toneladas.
- Guía de descampados de Sao Paulo, una selección de los lugares vacíos más interesantes de la ciudad, Sao Paulo, 2006
- El descampado de la fábrica Michelin se abre al público, sábado 16 y domingo 17 de diciembre 2006, Trento
- Materiales de construcción, 2007. Sala de exposiciones Espacio 2, CAC Málaga Archivado el 20 de noviembre de 2011 en Wayback Machine.: 106 toneladas de grava, 57 toneladas de arena, 24 toneladas de cemento, 2 toneladas de acero, 3 toneladas de escayola, 0,2 toneladas de pintura.
- Guía de descampados de la Ría de Bilbao, 2008
- Bajar al subterráneo recién excavado, MadridAbierto, Madrid, 2010
Visitas a la excavación que se estaba realizando bajo la calle de Serrano para construir aparcamientos. Las obras y la excavación estaban en pleno desarrollo, con las paredes del subterráneo sin recubrir de hormigón, permitiendo ver las distintas capas de roca del subsuelo de Madrid recién excavadas.

## Selección de Exposiciones individuales
2015. Kunsthaus Baselland, Basilea, Suiza
2013. Pabellón español en la Bienal de Venecia
MUSAC, León
Ivry souterrain. Le Crédac, Centre d'art contemporain d'Ivry, Francia
2012. Madrid Subterráno, CA2M, Móstoles.
2011. Künstlerhaus, Bremen, Alemania
Stedelijk Museum, Den Bosch, Países Bajos
Fondazione Pastifizio Cerere, Roma, Italia
Tent, Róterdam. Países Bajos
CAAC, Centro Andaluz de Arte Contemporáneo. Sevilla, España.
2010. Secession, Viena. Austria
Ludlow 38, Goethe Institute New York and European Kunsthalle, Colonia. Alemania.
2008. “Ruins in Nederlands” Gallería Ellen de Bruijne Projects, Ámsterdam, Países Bajos
“Bilbao Wastelands”, Cabineta, Sala Rekalde. Bilbao, España
“Ruinas de Países Bajos”, Galería Pepe Cobo, Madrid. España
La Box ENSBA. Bourges, Francia
2007. CGAC, Centro Gallego de Arte Contemporáneo. Santiago de Compostela, España
Materiales de construcción, Sala de exposiciones Espacio 2, CAC Málaga, Centro de Arte Contemporáneo, Málaga
2004. FRAC Bourgogne, Dijon, Francia
Galería Marta Cervera, Madrid
2003. Chantiers ouvertes au public, Centro de Arte Le Grand Café, Saint Nazaire, Francia
INDEX. The Swedish Art Foundation, Estocolmo
2001. Etablissement d´en Face, Bruselas, Bélgica
“Chatiers ouvertes au public “Le Grand Café, Saint Nazaire
FRAC Bourgogne, Dijon.

### Selección Exposiciones colectivas
2006. Life Theater, Galería Cívica de Arte Contemporáneo, Trento, Italia
Frieze Projects, Feria de Arte Frieze, Londres, Inglaterra
27 Bienal de Sao Paulo, Sao Paulo, Brasil
Momentum, Festival de Arte Nórdico, Moss, Noruega
Lo desacogedor, Bienal de Sevilla, Sevilla
2005. Public Act, Kunsthalle, Lund, Suecia
Róterdam Project, Museo Boijmans van Beuningen, Róterdam, Holanda
Empirismos, Palacio de Ayuda, Lisboa
Le Genie du lieu, Museo de Bellas Artes, Dijon, Francia
Delicious, Sint-Truiden, Bélgica
2004. Le prochaine et le lontain, Domein de Kerguennec, Francia
LAB, Kroller Muller Museum, Otterloo, Arnheem, Holanda
Werkleitz Biennial, Halle, Alemania
Liverpool International Biennial, Tate Liverpool, Inglaterra
2003. Idealism, De Appel, Ámsterdam, Holanda
Sala Moncada de la Fundación La Caixa, Barcelona
Antirrealismos, Australian Center for photography, Sídney
Esto no es performance, Departamento Audiovisuales Centro de Arte Reina Sofía, Madrid
Dispersión. A decade of Art in Spain, Bas Museum of Art, Miami
2002. Big social Game, Bienal de Turin, Turín, Italia
Hortus ludi, Marres, Maastricht
Desreglements, protocols en situation, Galerie Art & Essay, Rennes
Changing Places, INDEX, Estocolmo
2001. Lecture Lounge, Ps1 Clock Tower Gallery, Nueva York
Itinerarios, Fundación Marcelino Botín a Academia española de Roma
2000. Scripted Spaces, Witte de With Róterdam, Róterdam, Holanda
Espacio como Realidad, Espacio como Proyecto, Bienal de Pontevedra
Subrosa, Niederbron les Bains, Francia
1999. Failure, W139, Ámsterdam
Quartair, la Haya
Galería Ray Gun, Valencia
Itinerarios , Fundación Marcelino Botín, Santander
1998. Arcam, Ámsterdam
1997. Subjetiles, Círculo de Bellas Artes, Madrid
Centro de Arte Santa Mónica, Barcelona. Koldo Mitxelena, San Sebastián.
1996. Muestra de Arte Joven, Sala del Ministerio de Cultura, Madrid

## Catálogos
Juan Gopar y Lara Almárcegui.  Taller-Exposición. CAAM, Centro Atlántico de Arte Moderno – San Antonio Abad, 2006. (pp 81-145)
Lara Almarcegui. CAC Málaga. Málaga, 2007.
Lara Almarcegui. Exposición documental. Centro Párraga.
Registros imposibles: El Mal de Archivo. XII Jornadas de estudio de la imagen de la Comunidad de Madrid. 2006. (pp 73-84)
STEFANOV, NATALIE. Lara Almarcegui: le chantier de l´exposition, Boletín Etablissement d´en Face, Bruselas, 2001, Bélgica.
TIOBELLIDO, RAMON. Catalogue Lara Almarcegui, Etablissement, Brusselas y Le Grand Café, Saint Nazaire, 2003.

## Premios y reconocimientos
Ha obtenido diversas ayudas y becas a la creación entre las que cabe destacar la del Gobierno de Aragón en 1995, la de la Fundación Marcelino Botín entre los años 1998 y 1999, y Fonds Beeldende Kunst de Ámsterdam, entre otras. En 2008 fue galardonada con el Premio Ojo Crítico de las Artes. A su vez, ha impartido diferentes talleres y conferencias tanto en España como en otros lugares de Europa.